# 莎韻之鐘

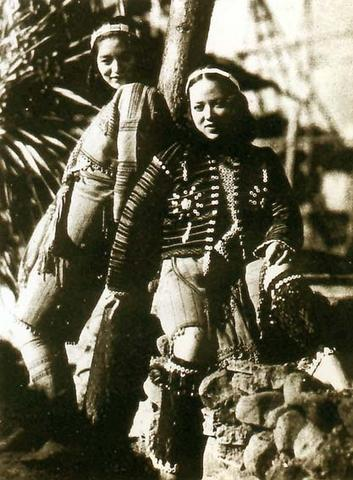
描繪莎韻之鐘始末的同名電影劇照。照片右邊為飾演莎韻的李香蘭、左為另一日本演員三村秀子飾演的莎韻同學ナミナ（松村美代子）

莎韻之鐘，或譯莎鴛之鐘、莎勇之鐘，該故事發生於1938年日屬台灣台北州蘇澳郡蕃地流兴社（已遷村，1960年轉移至今宜蘭縣南澳鄉武塔村），一名泰雅族少女莎韻·哈勇因替日本內地籍教師田北正記警丁（柿田警手）搬運行李，不幸失足溺水。台灣總督為褒揚其義行，頒贈予當地的紀念桃形銅鐘，該鐘即稱莎韻之鐘。
本僅為短短一則地方新聞的泰雅族少女溺水意外，經刻意報導後，被台灣總督府用來宣揚理蕃政策的成功，並與國歌少年雙雙成為皇民化政策的宣傳樣本。

## 事件經過
1937年中日戰爭爆發，日軍於兵源不足下，開始徵召各地日本青年，組織持續進犯中國的軍隊。在日屬台灣，首波被徵召對象，除了駐守台灣的台灣軍之外，就是為數頗眾的駐台警察。而這些於各地擔任警察任務的日本內地籍青年，一旦接到徵召令，就必須馬上離職出征，開赴以中國華北為主的中日戰爭戰場。
1938年（昭和十三年）9月，一名於該台灣原住民村落內南澳蕃童教育所從事教職的 田北正記警丁（柿田警手），接到了由台灣總督府發布的從軍徵召令，並立即依法離職前往中國戰場。因南澳一地位於台灣宜蘭山區，教育所教師田北正記（柿田）派莎韻協助搬運行李。
9月27日，兩人在行經宜蘭山區途中，不但遇到颱風，還在過渡武塔南溪時，碰到溪水暴漲。在天候惡劣下，田北正記雖順利離開宜蘭，但是同行的泰雅族17歲少女莎韻不敢走獨木橋而走橋下，被溪水沖走失蹤。經當地警所營救後，除了發現所背負行李外，並無莎韻任何行蹤。

## 報導
9月29日，台灣第一大報《台灣日日新報》刊出簡要新聞報導，標題為（蕃婦落溪，行蹤不明）。該報紙於此報導中，以數行文字簡單說明學生莎韻為了送別田北正記警丁（柿田警手），搬運其行李下山經南溪時，失足墜落南溪中而導致下落不明。
經多日搜尋未果後，同年11月26日，莎韻所屬之半官方性質女子青年團團體，特地舉行盛大的「少女莎韻追悼會」，開始被炫染成為「愛國行為」。參加者除了莎韻親友同學及女子青年團團員、蕃童教育所教員、警手、警佐之外，台灣統治中央機關總督府，還由理蕃課長率領多位官員前往參加。而已於華北戰場與中國作戰的田北正記（柿田）也從中國戰場派發電報表答感激與懷念之意。

## 贈鐘與宣揚

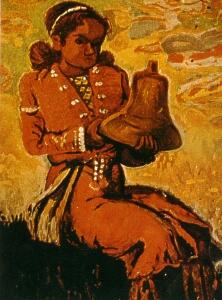
鹽月桃甫油畫：莎韻之鐘

12月6日，台北州知事藤田傊治郎，於巡視泰雅族部落時，聽聞此事，特地前往莎韻墓地祭祀致意。除了慰勉家屬、公開讚賞莎韻之「進誠奉公」精神，特地還做了一首詩。不但要求所屬為之宣傳，也向台灣總督府報告。至此，莎韻事蹟引起多數官員重視。
翌年的1939年，《台灣愛國婦人新報》元月號刊出一則報導：。該長文詳細報導霧社事件後，泰雅族利有亨社被強迫遷移至南澳後的皇民化現況，並以莎韻、田北正記（柿田）師生情誼為報導主軸，除了讚賞莎韻「為國捐軀」外，也報導了藤田知事贈詩經過。
1941年2月20日，由全台高砂族青年代表領銜演出的「皇軍慰問學藝會」於台北公會堂演出，其中以藤田知事詩文為藍圖的歌曲為最受矚目的表演項目。由莎韻之同學以泰雅語及日文演唱的女聲獨唱，因曲調優美，歌詞感人，獲得了現場一致讚賞，而這裡面還包括台下觀眾之一，台灣總督長谷川清。在特地深入了解故事來龍去脈後，長谷川總督決定表揚此少女，並以此做為皇民化教育的宣導教材。
1941年4月14日，長谷川總督於總督府親自接見莎韻家屬與少女青年團團員，並頒贈一座刻有（愛國少女莎韻之鐘）字樣的銅鐘給相關人員，而至此，「莎韻之鐘」一詞成為台日兩地爭相報導的新聞報導。
1943年，因大戰爆發，殖民當局為強化原住民地域認同感，預定將利有亨地名改為和風地名，即取自莎韻之鐘之典故，但未實現即戰敗。

## 皇民化宣傳
因為正值中日戰爭戰事膠著，莎韻之鐘故事成為日本軍國政府宣導的利器，不但台灣日本兩地新聞廣播媒體爭相報導，也介紹莎韻遇難事件的詳細經過。不但如此，總督府開始舉辦一系列相關紀念宣傳活動，如立碑、畫像、話劇、演唱、作曲。畫家鹽月桃甫曾至流興社取材，創作一幅名為「莎韻之鐘」的油畫。
其中，（佳話莎韻之鐘）的活動紙劇（紙芝居）與（莎韻之鐘）歌曲為此系列裡面，較受矚目兩項活動。其中，原唱為20世紀40年代日本名歌星渡边滨子的流行歌曲《莎韻之鐘》，該歌曲發行不久後，即風靡台、日、滿、港、滬等地。後來，更被翻唱為國語歌曲《月光小夜曲》和粵語歌曲《每當變幻時》。事實上，霧社事件罹難之日本警官遺族，也是40年代日本知名歌手佐塚佐和子，也曾在1941年－1945年年間台灣巡迴演唱《莎韻之鐘》。
1941年年底，太平洋戰爭爆發，為了落實皇民化教育，除了要求知名台灣作家吳漫沙為莎韻立傳外，台灣總督府還特別出資委請民間電影業者拍攝電影《莎韻之鐘》。由李香蘭主演的該電影，於1942年正式於台灣中部的霧社開拍，並於翌年於台、日、華北、上海、滿洲等地上映。而李香蘭除了主演該《莎韻之鐘》電影外，也演唱電影主題曲《莎韻之歌》，而稍早之流行歌曲「莎韻之鐘」僅為該電影的插曲。但據說因為劇情編排冗長，並未受到熱烈回響。
該故事也被寫入教科書，於1944年3月出版的國民學校初等科國語教科書第五冊，列為第17課，課名亦為。

## 後續

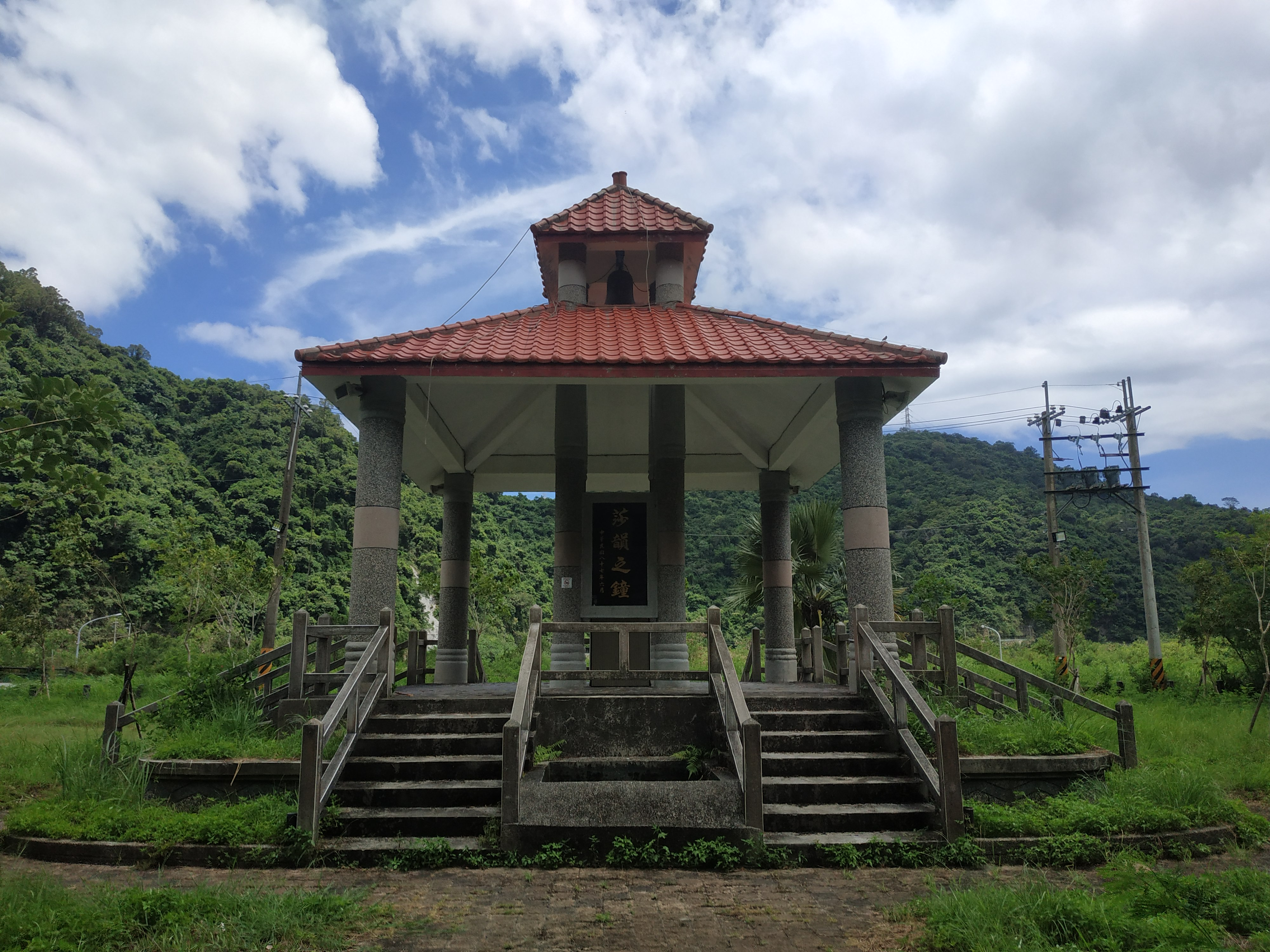
位於南澳鄉武塔部落的莎韻紀念公園

二戰後鐘和紀念碑被破壞。臺語電影《紗蓉》上映，1956年由中泰影業出品，改編李香蘭主演原作，劇情大幅更動，除去日本並加入中國元素。
直至1990年代之後，該事蹟才再被流傳，亦有不少相關活動。例如：2004年10月份於桃園龜山、南投水里、雲林莿桐；由文建會主辦，臺北愛樂文教基金會承辦，臺灣原住民原緣文化藝術團負責演出之原住民歌舞劇〈莎韻的故事〉。
除此，2007年11月23日至24日國立臺北教育大學亦於宜蘭南澳舉辦名稱為「臺灣的歷史記憶－莎韻之鐘殖民地文化的國際學術會議。會議中，不少臺、日、中、韓學者及事件見証人應邀參加。
另外，前台新金控經理，同時也是登山與歷史臺灣古道愛好者林克孝，為了要探訪莎韻所走之比亞豪山道，經過多年的探查訪視，方得以一窺全貌當年的古道。

## 外部連結
- 電影「莎韻之鐘」（清水宏監督，1943年） - YouTube （页面存档备份，存于）
- 互联网电影数据库（IMDb）上《莎韻之鐘》的资料（英文）
- 探訪沙韻之鐘（下） （页面存档备份，存于）
- 「蕃婦落水，行蹤不明」-- 從莎韻之鐘看日本殖民行為 （页面存档备份，存于）
- 《莎韻之鐘》的故事 （页面存档备份，存于）